# Ophthalmoblysis scintillans
Ophthalmoblysis scintillans là một loài bướm đêm trong họ Geometridae.